# YONETSU-KANささおか
YONETSU－KANささおか（よねつかんささおか）は、福井県あわら市笹岡にあるプール施設。
福井市、あわら市、坂井市、吉田郡永平寺町の3市1町が加入する一部事務組合の福井坂井地区広域市町村圏事務組合が施設を所有し、指定管理者としてイワシタ物産が運営している。

## 概要
隣接している清掃センター（福井坂井地区広域市町村圏事務組合清掃センター）のごみ燃却に伴い、発生する高圧蒸気を利用して高温水をつくり、この高温水を施設内のプール、浴場、冷暖房などに利用したリゾート施設である。宿泊設備はなく、浮き輪などは持ち込み不可。

## 施設内容
- プール
  - 冷水プール
  - 温水プール
    - 流水プール
    - 25m×3コース直線プール
    - 幼児用プール
    - ウォータースライダー
    - ジャグジー
- 浴場
  - 打たせ湯
  - 露天風呂
  - 気泡浴槽
  - サウナ
  - 水風呂
  - 寝湯
- 休憩室
  - 約100畳の大広間
  - 喫茶店
  - 談話室
  - ロビー
- 自動販売機 8台
- 売店（水着、水泳帽、ゴーグルなども売っている。）

※TV、新聞、雑誌あり

## 料金
- 一回券
  - 高校生以上※1：500円
  - 小・中学生※2：200円
  - 3歳以上幼児※3：100円
- 回数券（11回分）
  - ※1：3500円
  - ※2：2000円
  - ※3：1000円

※回数券は有効期限が無い。
- 談話室使用料
  - 午前10時 - 午後1時：2000円
  - 午後1時 - 午後4時30分：2000円
  - 夜間（午後5時 - 午後10時）：3000円
  - 全日：5000円

## 営業時間
- 浴場：午前10時 - 午後11時
- プール：午前10時 - 午後10時
- 開館時間：午前10時
- 閉館時間：午後11時30分

## アクセス
- 車：北陸自動車道金津インターチェンジから車で10分
- 鉄道：北陸新幹線・ハピラインふくい線 芦原温泉駅からタクシーで15分

## 近隣施設
- 清掃センター（福井坂井地区広域市町村圏事務組合清掃センター）
- トリムパークかなづ
- 国道8号